# 葡萄漿

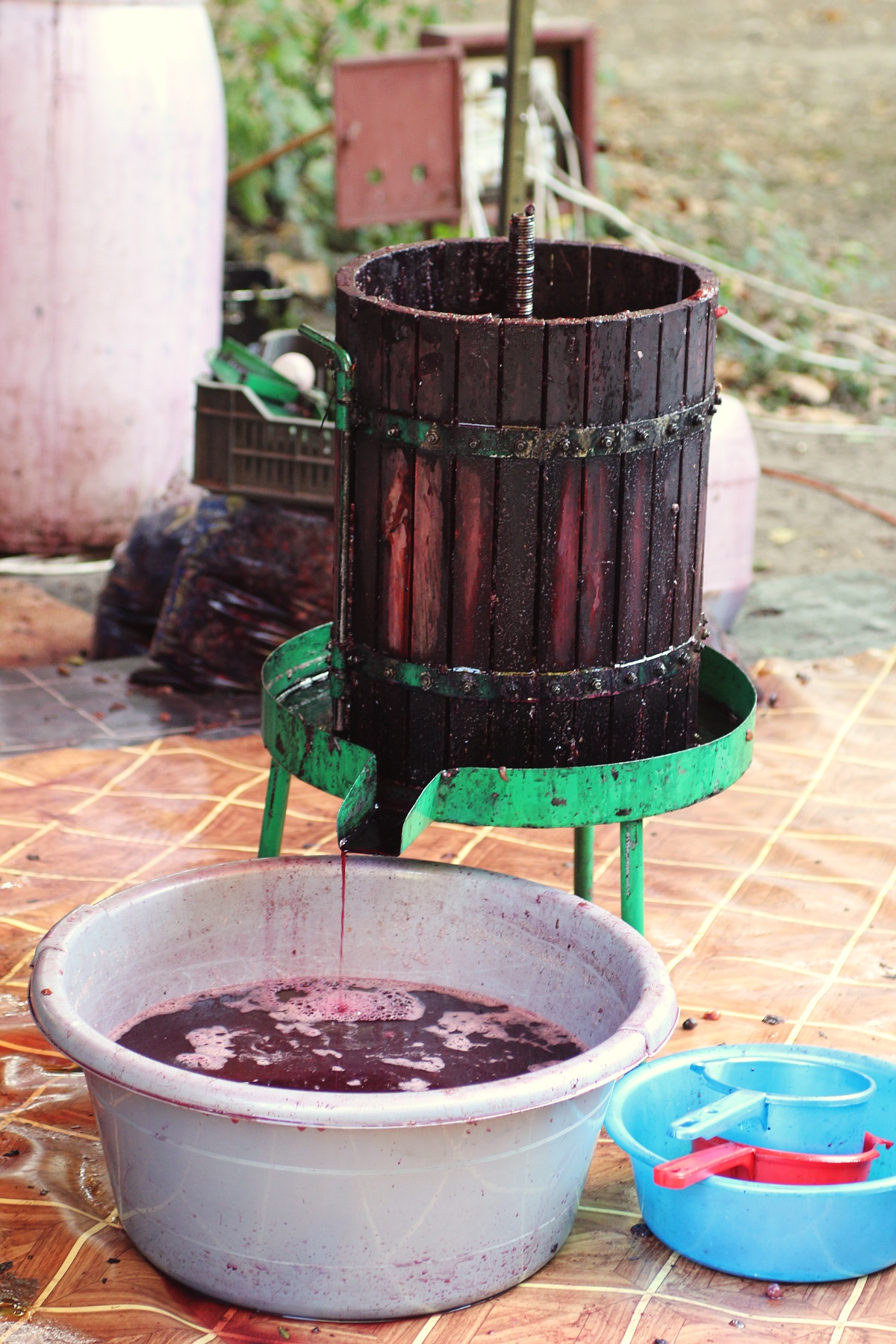
葡萄酒榨汁机

葡萄漿是指經過壓榨之後的葡萄果汁。和葡萄果汁不同的是，葡萄漿內含葡萄皮和葡萄籽等成分。葡萄漿內固體站總重量的7%到23%。製作葡萄漿是製作葡萄酒的第一步。葡萄漿液被用在很多菜餚中用作甘味料。